# James Mason (Schachspieler)
James Mason (* 19. November 1849 in Kilkenny; † 15. Januar 1905 in Rochford (Essex)) war ein irisch-US-amerikanischer Schachspieler.

## Leben
Mason war ein Waisenknabe. Mason war sein Adoptivname. Sein Geburtsname ist nicht bekannt. Er wurde von einer irischen Familie adoptiert, die mit ihm 1861 in die USA auswanderte, wo er auch das Schachspiel erlernte.
Beruflich war er zunächst als Journalist für den New York Herald tätig. 1876 gewann er den 4. US-amerikanischen Schachkongreß, das New York Clipper Tournament und besiegte anschließend, wieder in Europa angekommen, Henry E. Bird in einem Wettkampf mit dem Ergebnis von 13:6 (+11 =4 −6).
1878 siedelte er sich in England an und lebte überwiegend vom Schachspiel. 1882 wurde er Dritter im großen internationalen Wiener Turnier. Beim Kongress des Deutschen Schachbundes in Nürnberg 1883 wurde er ebenfalls Dritter, in Hamburg 1885 gelangte er auf den geteilten zweiten Rang.
Die Variante 2. … e5xf4 3. Sb1–c3 Dd8–h4+ 4. Ke1–e2 des Königsgambits wird Mason-Gambit genannt.
Mason, von dem das Gerücht sagt, dass er dem Alkohol verfallen gewesen sein soll und aus diesem Grunde sein enormes Schachpotenzial nicht nutzte, schrieb eine Reihe von Schachbüchern, die von großer Bedeutung waren:
- The Principles of Chess in Theory and Practice (1893)
- The Art of Chess (1895)
- Chess Openings (1897)
- Social Chess (1900)